# Hilde Stieler
Hilde Stieler (geborene Hildegard Meyer; * 28. März 1879 oder 1883 in Zürich; † 19. Februar 1965 in La Seyne-sur-Mer) war eine deutsche Schriftstellerin und Malerin.

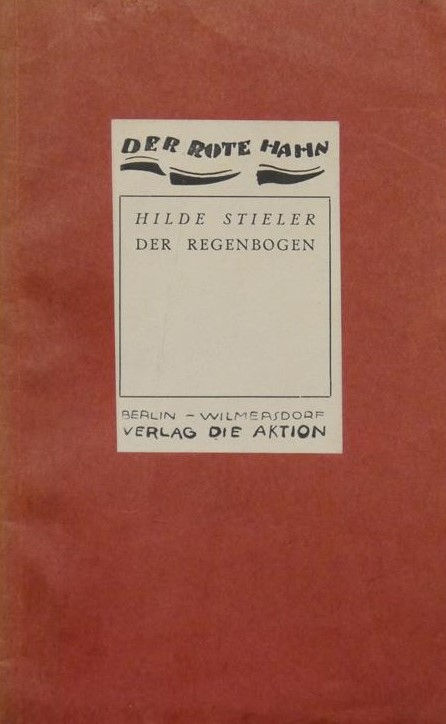
Hilde Stieler: Der Regenbogen. Gedichte. Verlag Die Aktion, 1918 (Der rote Hahn, Band 17)

## Leben
Hildegard Meyer war die mittlere von fünf Töchtern des Chemikers Victor Meyer. Die Familie der Mutter Hedwig, geb. Davidson, war ursprünglich jüdisch, zum Protestantismus übergetreten, und auch Hedwig Meyers Kinder wurden protestantisch erzogen. Sie heiratete 1902 den Schauspieler Kurt Stieler, den sie während ihres Klavierstudiums in München kennengelernt hatte und folgte ihm zu dessen Engagements nach Leipzig und Berlin.
In Berlin gehörte sie zum Kreis um Franz Pfemferts Zeitschrift Die Aktion, wo 1917 und 1918 mehrere ihrer Gedichte erschienen. Außerdem veröffentlichte sie in den Zeitschriften Das Reich (Hrsg. Alexander von Bernus), Die Schaubühne und Maß und Wert. 1918 erschien ein Gedichtband von ihr als Band 17 der Reihe „Der rote Hahn“ im Verlag der Aktion.
Um 1922 trennte sie sich von ihrem Mann, 1926 wurde die Ehe geschieden. 1928 siedelte sie gemeinsam mit dem Maler und Kunsthistoriker Erich Klossowski nach Paris über, 1932 dann an die Côte d’Azur. Dort lebte sie zunächst in Saint-Cyr-sur-Mer und dann bis zu ihrem Tod in Sanary-sur-Mer und arbeitete als Schriftstellerin und Malerin, lange Zeit zusammen mit Klossowski.
1949 trennte sie sich von diesem und heiratete den holländischen Kartäusermönch und Übersetzer Robert Marie Henri de Wilt, wodurch sie die niederländische Staatsbürgerschaft erhielt.

## Werke
- Der Regenbogen. Gedichte. Aktion, Berlin-Wilmersdorf 1918.
- Monika Molander. Roman. Deutsche Verlags-Anstalt, Stuttgart 1929.
- Die Edelkomparsin von Sanary. Übers. und hrsg. von Manfred Flügge. AvivA, Berlin 2009, ISBN 978-3-932338-39-7.